# Jean-Denis Nargeot
Jean-Denis Nargeot, né le 28 septembre 1795 à Paris et mort le 30 janvier 1871 dans le 3e arrondissement de Paris, est un graveur français.

## Contributions bibliophiliques
- Pierre-Jean de Béranger, Ma biographie, gravures par Joseph Durond, Léopold Massard, Charles de Lalaisse, Jean-Denis Nargeot et François Théodore Ruhierre, Perrotin, Paris, 1860.